# Athanase de Charette de La Contrie
Pour les articles homonymes, voir famille de Charette et Charette.
Athanase Charles Marie de Charette, 2e baron de La Contrie (18 septembre 1832 à Nantes - 9 octobre 1911 à Saint-Père-Marc-en-Poulet), est un officier général français du XIXe siècle qui s'est distingué dans la défense des États du Pape puis pendant la guerre franco-allemande de 1870.

## Biographie

### Légitimiste
Fils du baron Charles Athanase Marie de Charette de La Contrie et de Louise de Bourbon, comtesse de Vierzon (fille naturelle du duc de Berry et d'Amy Brown), Athanase de Charette naquit à Nantes, rue du Château, près du château des ducs de Bretagne, pendant l'insurrection légitimiste de 1832 alors que la duchesse de Berry s'y cachait et que son père, l'un des chefs Vendéens était recherché par la police. Sa naissance réelle (le 3 septembre 1832) fut d'abord dissimulée et à quatorze jours il fut clandestinement déplacé de Nantes à la commune de Sainte-Reine-de-Bretagne, d'où sa naissance « officielle » (18 septembre 1832 à Sainte-Reine).
En 1846, sa famille n'étant pas prête, en raison de ses antécédents légitimistes, à servir la France de Louis-Philippe Ier, le jeune Charette, entra à l'Académie militaire de Turin ; il dut en partir en 1848 pour éviter de servir le Piémont, la « politique révolutionnaire de ce royaume lui étant évidente ».
En 1852 le duc de Modène, beau-frère du « comte de Chambord », nomma Charette sous-lieutenant dans un régiment autrichien stationné dans le duché. Officier d'ordonnance du duc (1856), il démissionna, les Français étant à la veille d'une campagne contre l'Autriche (1859).

### Au service du pape

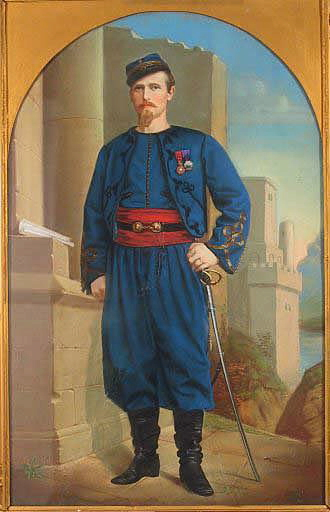
Athanase de Charette.

En mai 1860, alors que deux de ses frères, avides comme lui de combattre les révolutionnaires italiens avaient offert leurs services au roi de Naples, il se rendit à Rome où il se plaça au service du pape Pie IX et s'engagea dans l'armée pontificale réorganisée par Lamoricière.
Charette fut nommé capitaine de la 1re compagnie des Volontaires franco-belges, connus après 1861 sous le nom de Zouaves pontificaux et fut blessé au combat de Castelfidardo (septembre 1860) où l'armée pontificale est mise en déroute par l'armée sarde venue mettre fin à l'indépendance du royaume des Deux-Siciles après l'expédition des Mille.
Lieutenant-colonel en 1867, il prit le commandement en second de l'unité qu'il conduisit à la bataille de Mentana (3 novembre 1867) dont l'objectif était d'empêcher la conquête de Rome par Giuseppe Garibaldi.

### Général de la Défense nationale

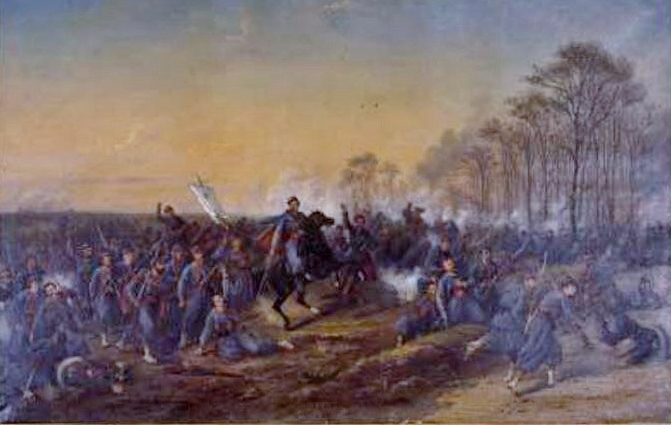
La bataille de Loigny, Jules-Antoine Duvaux, 1875, mairie de Janville-en-Beauce.

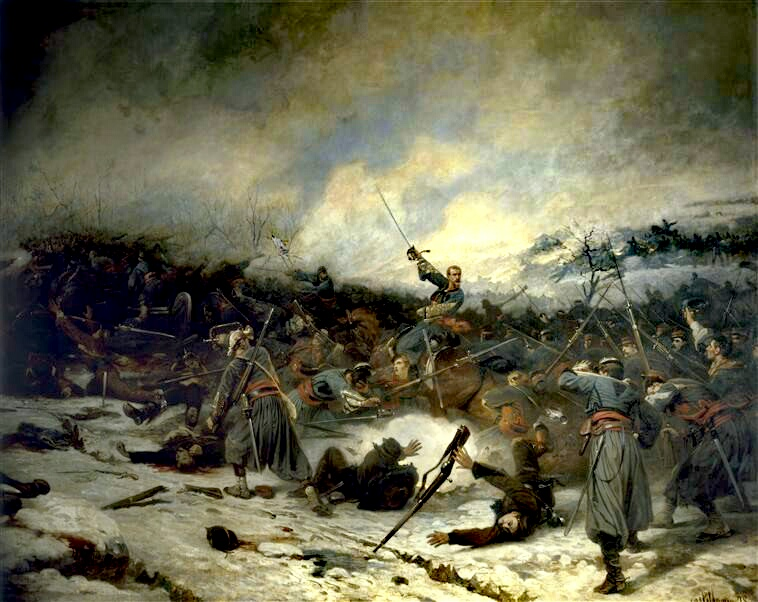
Les zouaves pontificaux à La bataille de Loigny, Charles Castellani, 1879, musée de l'Armée, Paris.

Après l'occupation de Rome par les troupes piémontaises (septembre 1870), Charette embarque pour Marseille avec ses troupes. Il négocia avec Gambetta l'emploi des Zouaves français au service de la France contre l'Allemagne et fut autorisé à les organiser sous le nom de Légion des volontaires de l'Ouest, corps remarquablement discipliné qui fut attaché au 17e corps d'armée, et se battit « bravement » avec elle aux batailles de Patay et de Loigny (2 décembre), où il fut grièvement blessé, fait prisonnier, mais s'évada.
Il venait d'être nommé général de brigade au titre auxiliaire par le gouvernement de la Défense nationale, le 14 janvier 1871, quand la capitulation de Paris suspendit les opérations militaires. Il se trouvait alors  en Bretagne pour y organiser une division de Mobiles.
Bien qu'il eût refusé toute candidature à l'Assemblée nationale, il fut élu, le 8 février 1871, représentant des Bouches-du-Rhône, le 8e sur 11, mais donna immédiatement sa démission.
Thiers lui proposa d'intégrer l'armée française avec ses Zouaves, mais Charette déclara vouloir rester à la disposition du pape : le 15 août 1871, ses Zouaves furent démobilisés de l'armée française.
Charette se retira et passa le reste de sa vie à défendre la cause de la religion tout en songeant jusqu'en 1883 à la restauration des Bourbons. Il fut du nombre des légitimistes qui allèrent saluer le « comte de Chambord » à Anvers (24 février 1872), mais le baron ne prit aucune part aux essais de restauration monarchique tentés en 1873 et 1874. Vers 1877, en compagnie d'Abel Durant de La Pastellière, il tenta d'ériger une stèle en mémoire des 61 martyrs de Legé (Loire-Atlantique). Legé surnommé la "Capitale de Charette". En 1889, il contribue à l'érection du « monument au comte de Chambord » à Sainte-Anne-d'Auray.
Il fut le président, désigné par le comte de Chambord, du banquet royaliste de Challans en 1882. Des poursuites correctionnelles furent entamées puis abandonnées contre lui et quelques autres participants.
Sa personnalité, comme celle du général de Sonis aux côtés duquel il combat en 1870, marqua durablement les milieux légitimistes français.

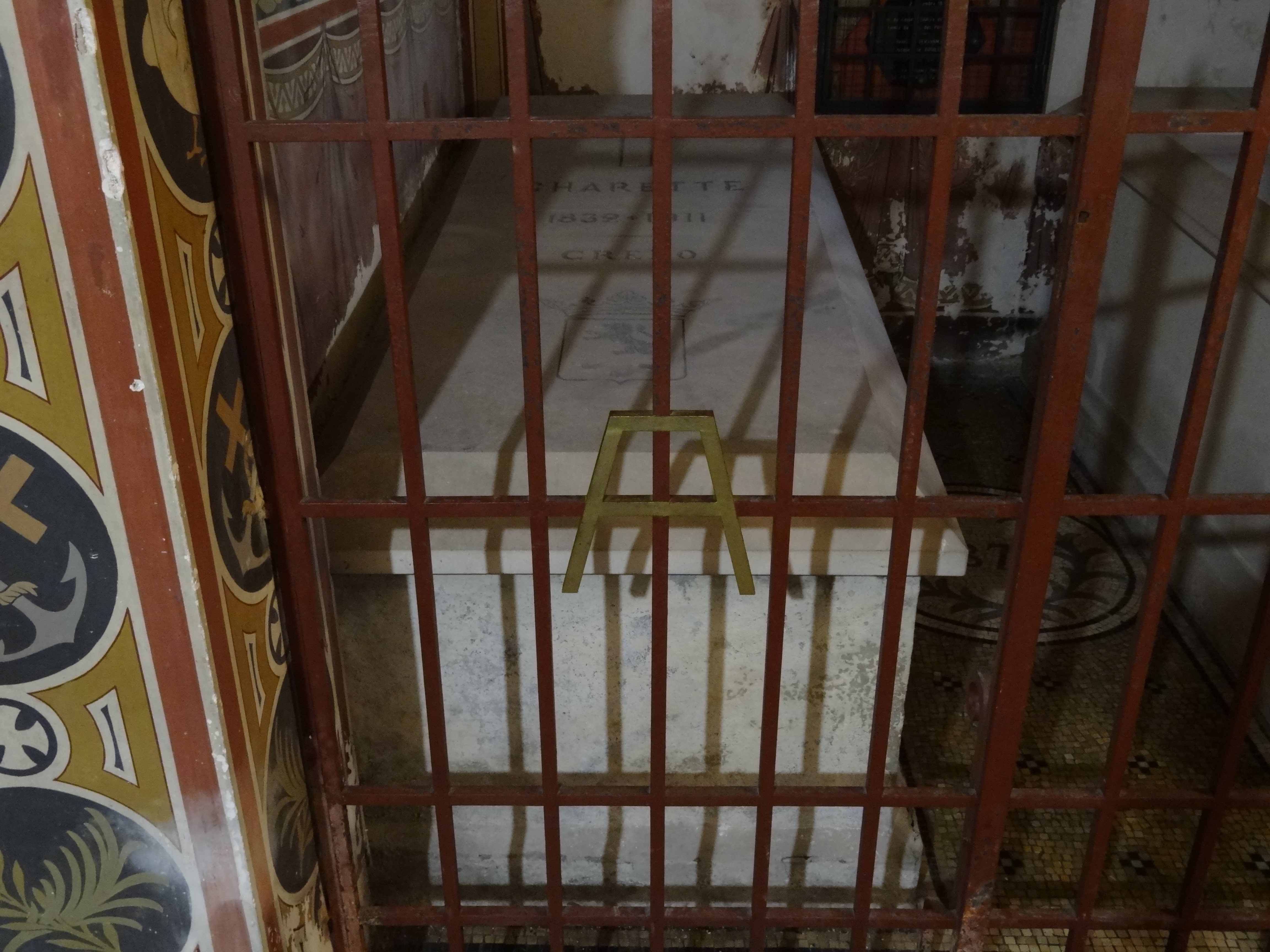
Le tombeau d'Athanase de Charette de La Contrie dans la crypte de l'église Saint-Lucain de Loigny-la-Bataille (Eure-et-Loir).

Son corps est inhumé à Loigny-la-Bataille, dans la crypte de l'église Saint-Lucain, près des zouaves pontificaux et soldats tombés à la bataille du 2 décembre 1870.

## État de service
- 1867 : Lieutenant-colonel (Saint-Siège).
- 7 octobre 1870 : Lieutenant-colonel à titre auxiliaire.
- 14 janvier 1871 : Général de brigade à titre auxiliaire.
- 7 octobre 1870 - 16 août 1871 : Commandant supérieur de la légion des volontaires de l'Ouest (zouaves pontificaux) :
  - 7 octobre 1870 - 14 novembre 1870 : 17e corps d'armée ;
  - 14 novembre 1870 - 6 décembre 1870 : armée de la Loire ;
  - 6 décembre 1870 - 16 août 1871 : 2e armée de la Loire ;
- 16 août 1871 : licencié.

## Décorations
- États pontificaux

| Chevalier Grand-Croix de l'Ordre de Pie IX |
| Croix de Mentana                           |
| Médaille de Castelfidardo                  |

- Royaume des Deux-Siciles

| Officier de l'Ordre royal de François Ier.                                  |
| Chevalier de l'Ordre royal et militaire de Saint-Georges de la Réunion (it) |

- Duché de Modène

| Officier de l'Ordre de l'Aigle d'Este (it). |

- Royaume de Lombardie-Vénétie

| Officier de l'Ordre de François-Joseph. |

- France
  - Légion d'honneur[5] :

| Chevalier de l'Ordre national de la Légion d'honneur, le 8 décembre 1870. |
| Officier de l'Ordre national de la Légion d'honneur, le 29 juillet 1871.  |

## Ascendance et postérité
Athanase de Charette était le deuxième enfant (son aîné meurt en bas âge) du baron de La Contrie (1796-1848), pair de France et de Louise de Bourbon, comtesse de Vierzon (° 19 décembre 1809 - Londres † 26 décembre 1891 - Château de La Contrie, Couffé), fille naturelle de Charles Ferdinand d'Artois (1778-1820), duc de Berry et d'Amy Brown (1783-1876).
Le 19 juillet 1862, il épouse 1° Marie-Antoinette de Fitzjames (8 juin 1837 - La Chapelle-sur-Oudon † 22 janvier 1865 - Rome), fille de Jacques Marie Emmanuel (1803-1846), 7e duc de Fitz-James et de Marguerite de Marmier (1807-1888). Veuf, il convola en secondes noces, 2° le 12 décembre 1877 avec Antoinette Wayne van Leer Polk (27 octobre 1849 - Nashville † 3 février 1919 - La Basse-Motte, Saint-Père-Marc-en-Poulet).
- De ses deux unions, il eut :
  - 1° Henriette Marie Caroline Pauline (30 novembre 1863 ou 1864 - Rome † 22 novembre 1889 - Bourlemont), mariée, le 27 septembre 1887 à La Basse-Motte, avec Jean Marie François Gérard d'Hannoncelles (1861-1940) ;
  - 1° François Athanase (10 janvier 1864 ou 10 janvier 1865 - Rome † 29 décembre 1885 - La Basse-Motte)
  - 2° Andrée (1877-1877 ou 1879-1879) ;
  - 2° Charles Antoine (3 juillet 1880 - Paris † 21 octobre 1947 - Nice), marié, le 11 novembre 1909 à New-York[7], avec Susanne Henning (divorcés), puis avec Marcelle Jeanjean. Il eut, de sa première union :
    - Suzanne, mariée en octobre 1935 avec Charles Marshall puis avec M. van Stockum.